# M區站
M區站是印度尼西亞雅加達地鐵南北線的一座架空車站，位於南雅加達行政市新峇油蘭鎮大元帥道。該站在2019年3月24日雅加達地鐵南北線第一期通車時開放載客，設有2個出入口和2個島式月台。本車站由中亞銀行冠名贊助。

## 歷史
南北線第一期（布陸斯谷站－印度尼西亞大酒店圓環站）於2013年10月10日動工，至2019年3月24日開放載客，M區站因而啟用，成為南北線的中途站之一。

## 車站結構
M區站屬於架空車站，設有2層，地面為出入口，一樓為公眾區／商業區，二樓為南北線月台（往布陸斯谷／印度尼西亞大酒店圓環）。
| 二樓 | 南                         | 南北線列車往布陸斯谷方向（A區）                |                |
| 二樓 | 島式月台，左邊車門將會打開 |                                                |                |
| 二樓 | 南北線備用月台             |                                                |                |
| 二樓 | 島式月台，左邊車門將會打開 |                                                |                |
| 二樓 |                            | 南北線列車往印度尼西亞大酒店圓環方向（亚细安） | 北             |
| 一樓 | 公眾區、商業區             | 公眾區、商業區                                 | 公眾區、商業區 |
| 地面 | 出入口                     | 出入口                                         | 出入口         |

## 服務及接駁交通
工作日期間，南北線列車平時的班次平均為9分鐘一班，繁忙時段（早上7時至9時、晚上5時至7時）則縮短為平均5分鐘一班。假日期間，列車班次平均為10分鐘一班。從M區站開往印度尼西亞大酒店圓環站的首班車在每天上午5時開出，末班車在每天晚上11時25分開出，開往布陸斯谷站的首班車在每天上午5時22分開出，末班車在每天晚上11時47分開出。
乘客可在本站周圍換乘雅加達專線巴士1號線、1C號線、6M號線、7B號線、S21號線、S22號線，美都小巴S69號線、S70號線、S71號線、S74號線、S75號線、S77號線、S78號線、S610號線、S611號線、S619號線，雅加達運輸合作社S613號線、S609號線、S605A號線、S608號線、 S616號線、S620號線、S63號線、S66號線、T57號線，以及馬雅沙利·峇克蒂公司經營的AC05號線、P4號線、C925號線、C57號線、C107號線、C300號線、P13號線、P13A號線、P15號線、P27號線、AC06號線、AC28號線、AC34號線、AC49號線、AC121號線、AC134號線、AC137A號線和AC05A號線。

## 外部連結
- 雅加達地鐵公司：M區站（页面存档备份，存于） （印尼文）